# Neobaryssinus
Neobaryssinus es un género de escarabajos longicornios de la tribu Acanthocinini.

## Especies
- Neobaryssinus altissimus Berkov & Monne, 2010
- Neobaryssinus capixaba Monné & Delfino, 1980
- Neobaryssinus marianae (Martins & Monné, 1974)
- Neobaryssinus phalarus Monné & Martins, 1976